# Bulbophyllum halconense
Bulbophyllum halconense är en orkidéart som beskrevs av Oakes Ames. Bulbophyllum halconense ingår i släktet Bulbophyllum och familjen orkidéer. Inga underarter finns listade i Catalogue of Life.